# Enneapterygius rhothion
Enneapterygius rhothion és una espècie de peix de la família dels tripterígids i de l'ordre dels perciformes.

## Morfologia
- Els mascles poden assolir 3,1 cm de longitud total.[1][2]

## Hàbitat
És un peix marí de clima tropical i associat als esculls de corall.

## Distribució geogràfica
Es troba a Nova Caledònia i Vanuatu.